# Wallfahrtskirche (Maria-Rain)

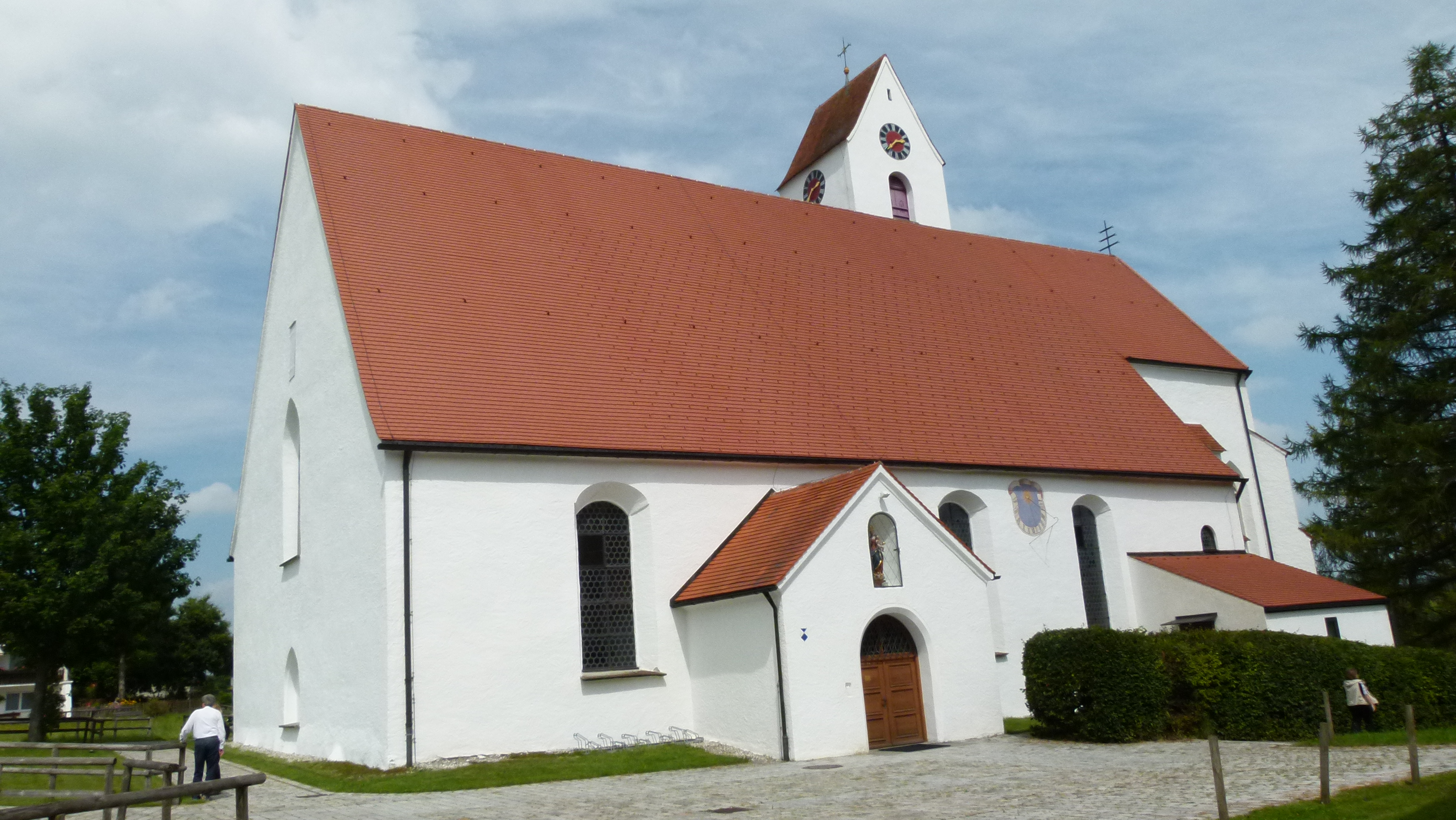
Wallfahrtskirche Maria Rain

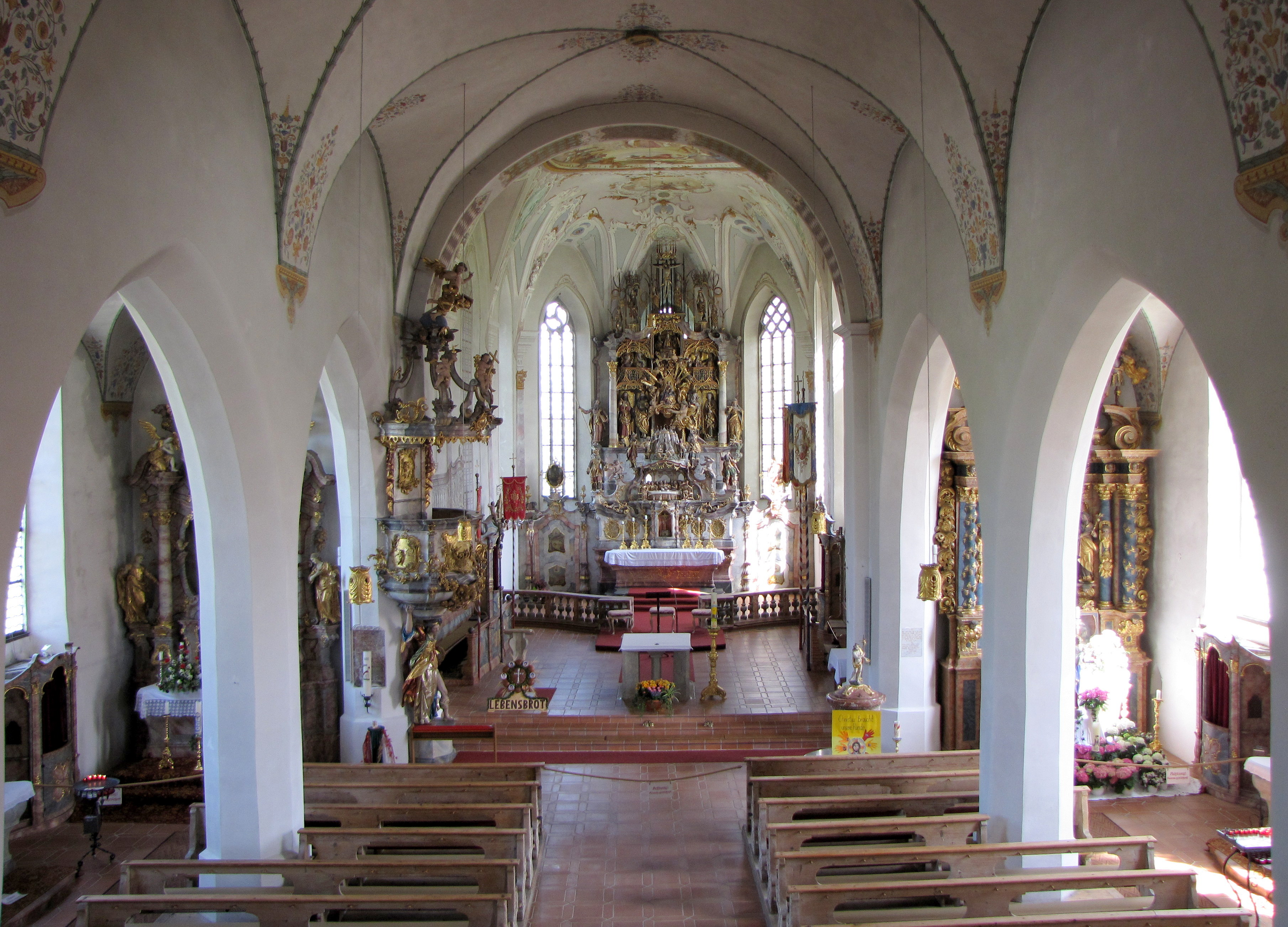
Innenansicht

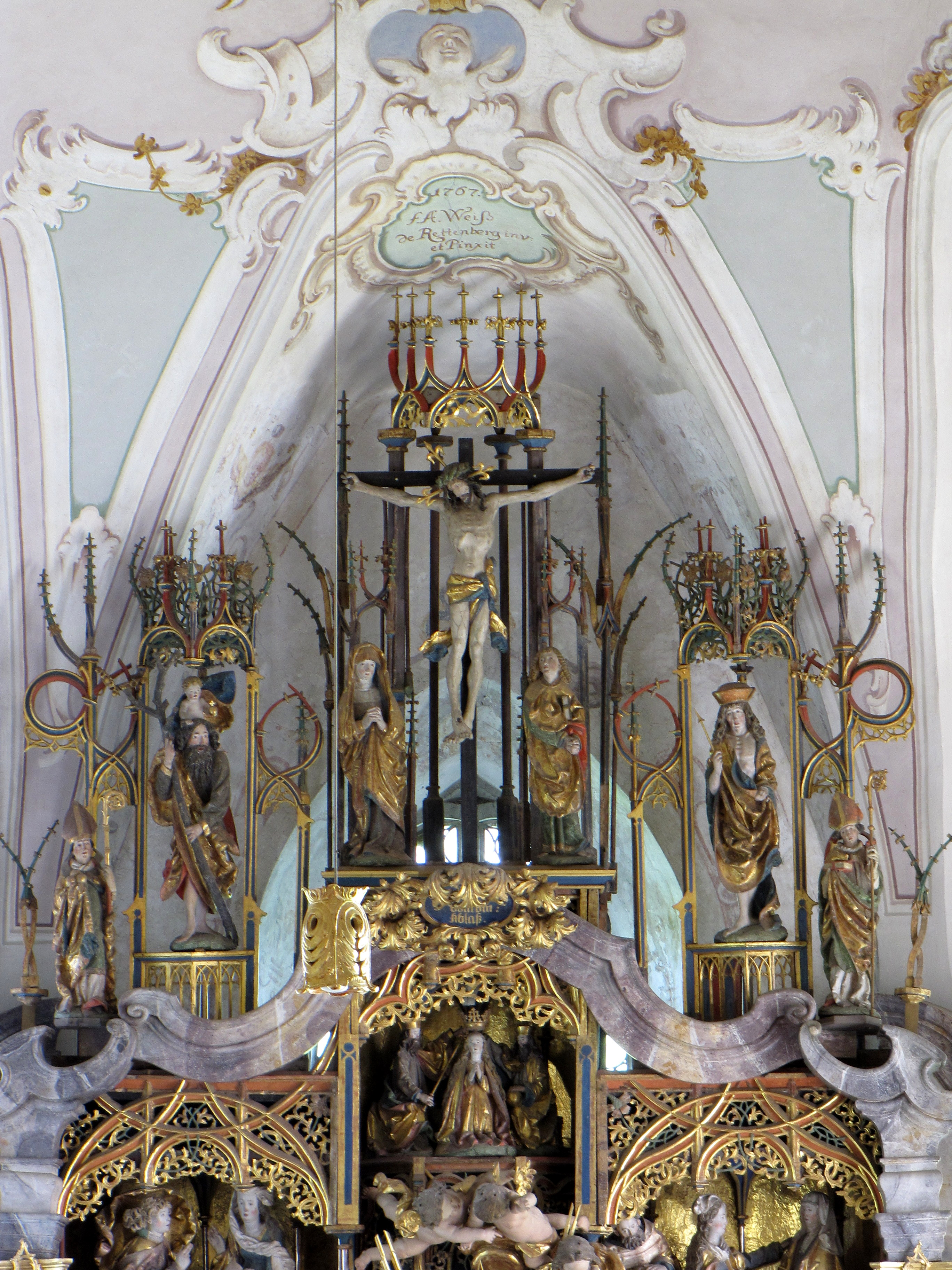
Gesprenge des Hochaltars

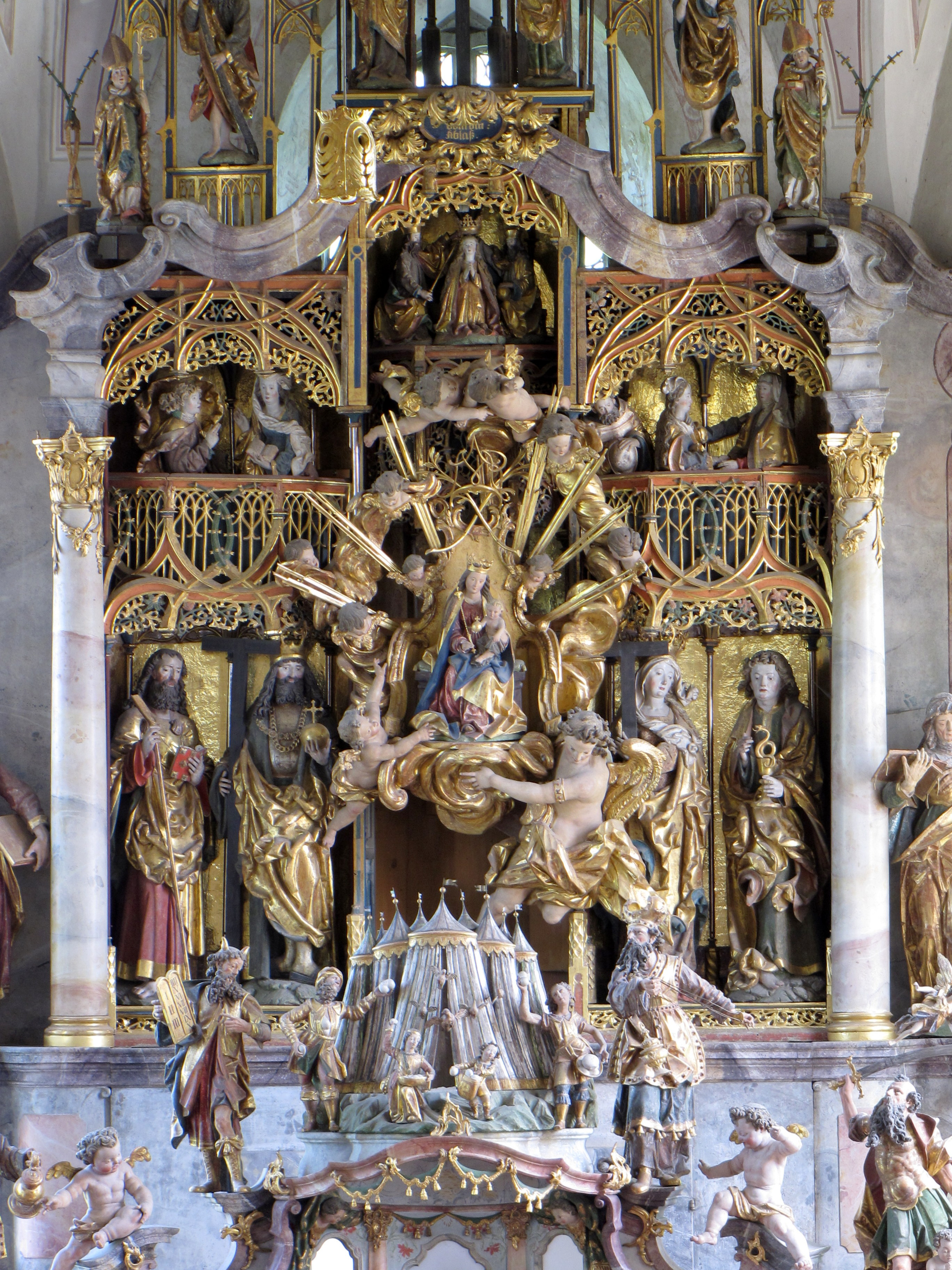
Detail des Hochaltars

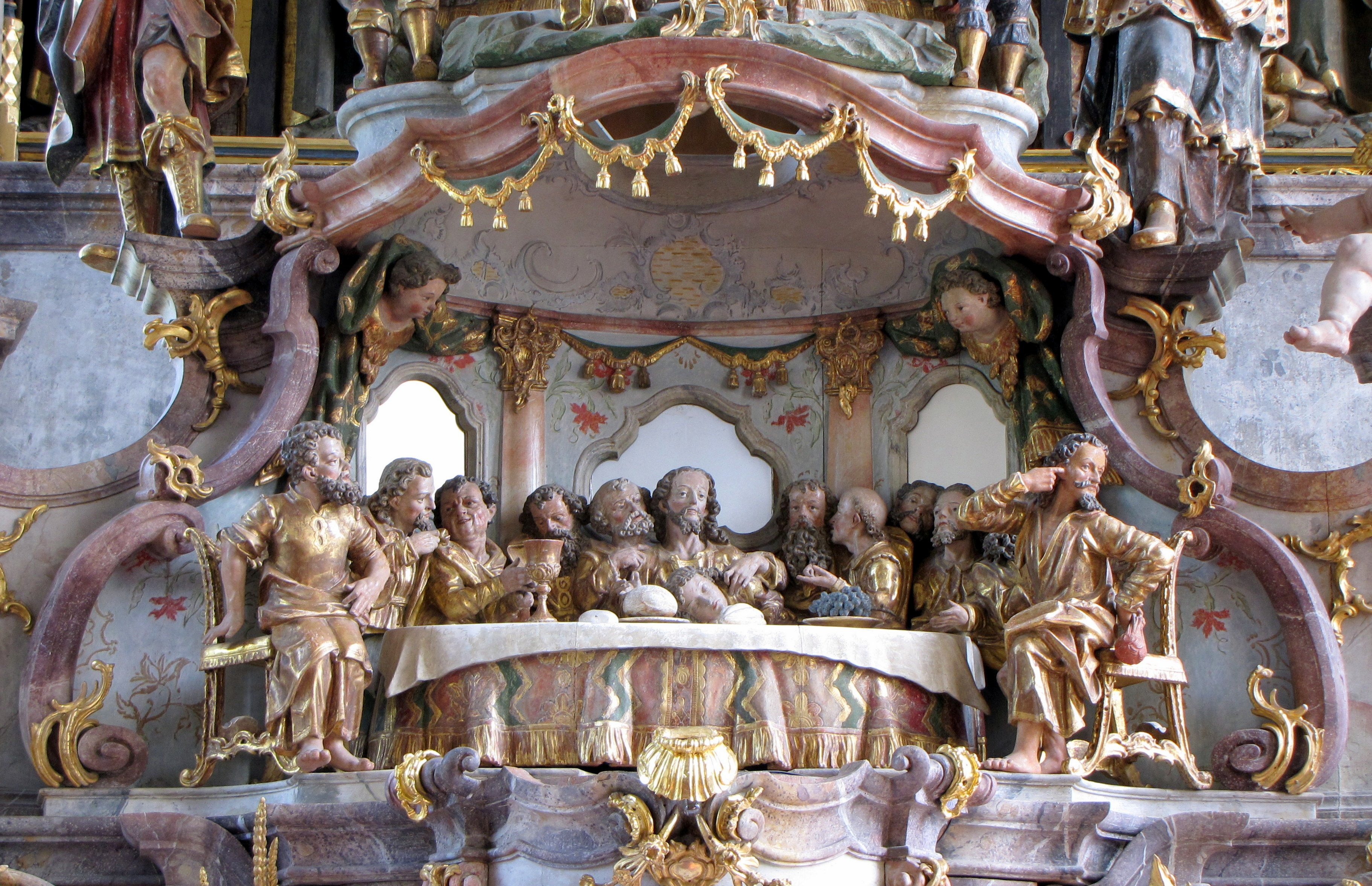
Detail des Tabernakels

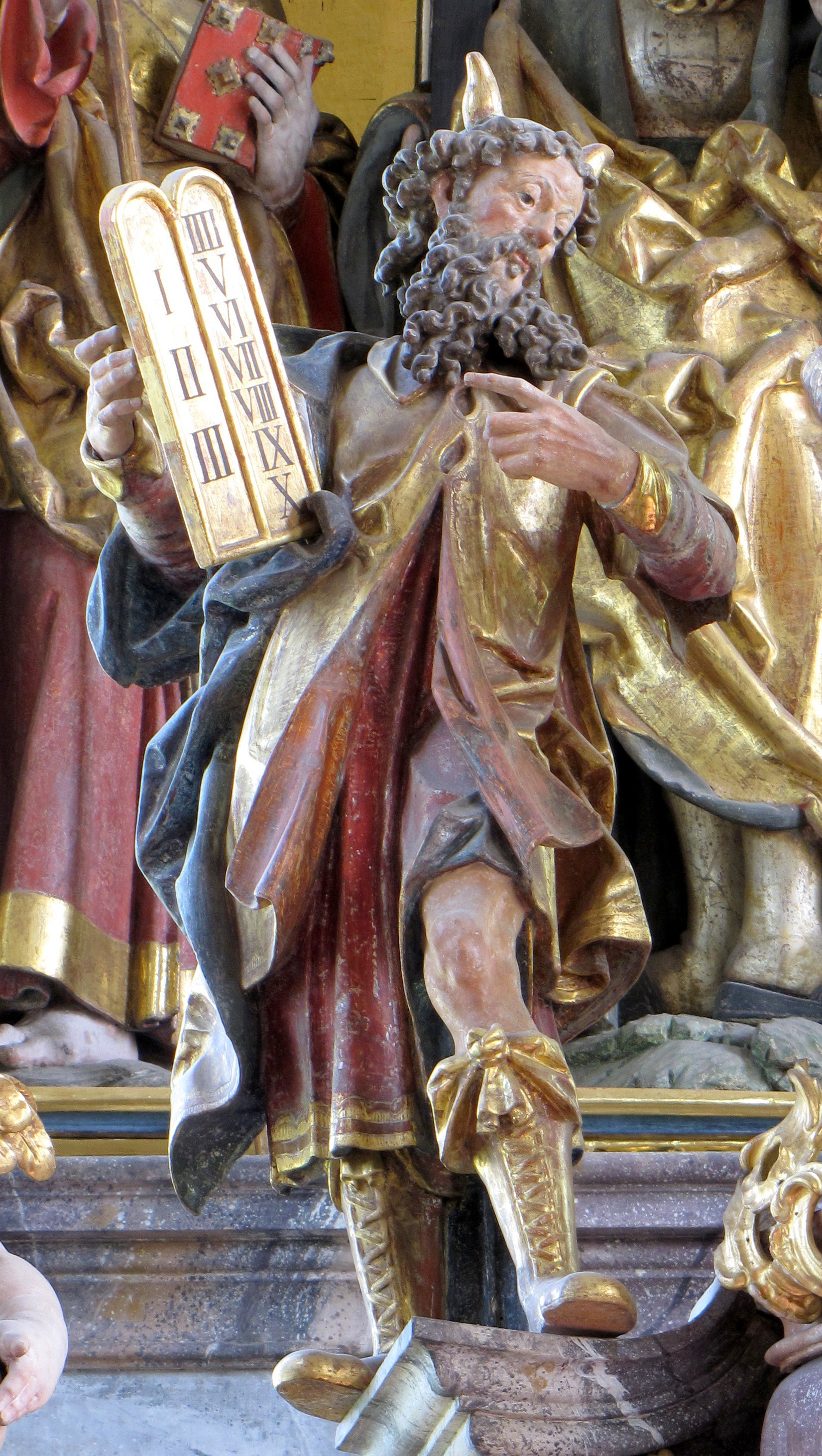
Moses am Tabernakelaltar

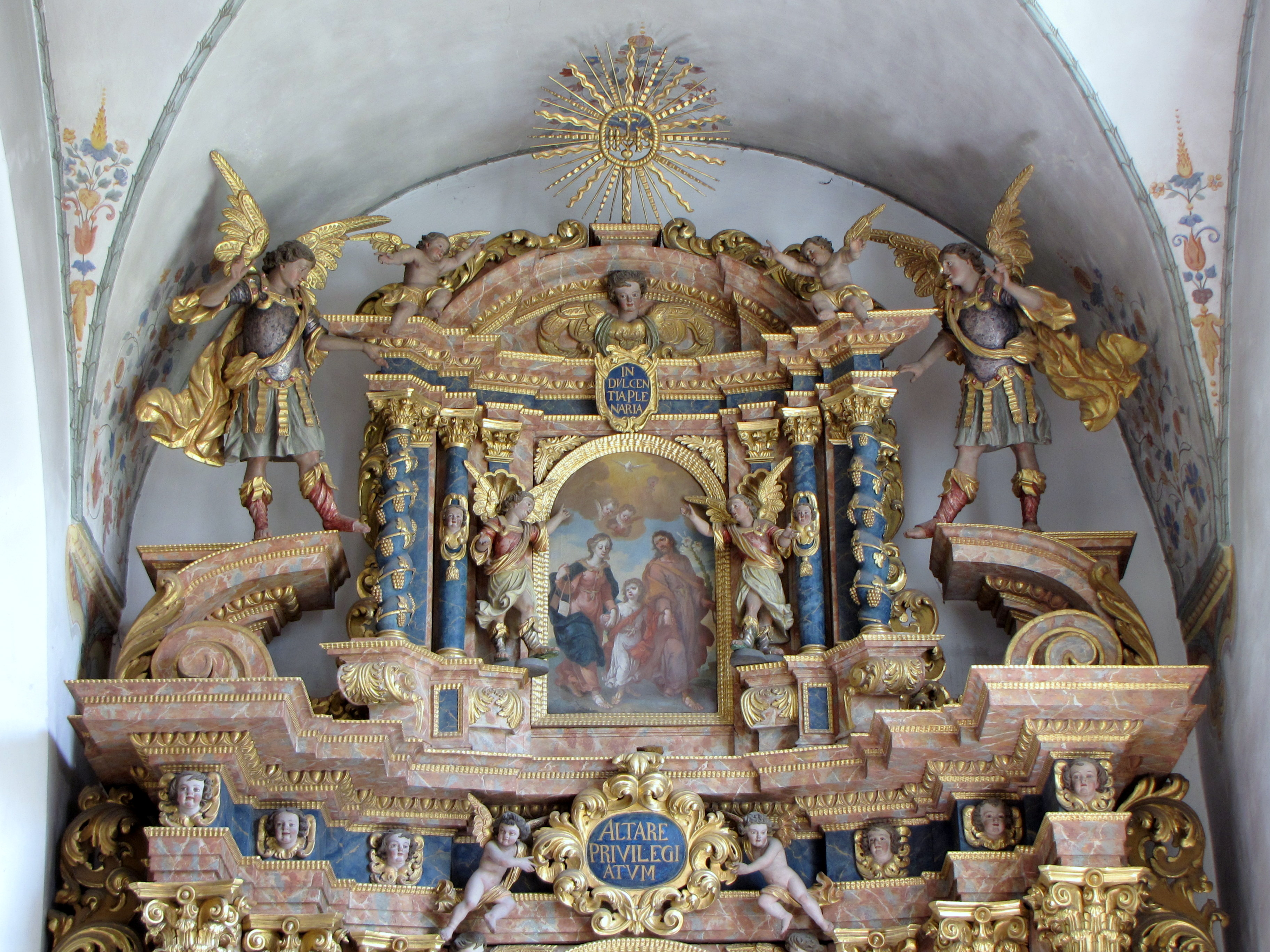
Auszug des Skapulieraltars

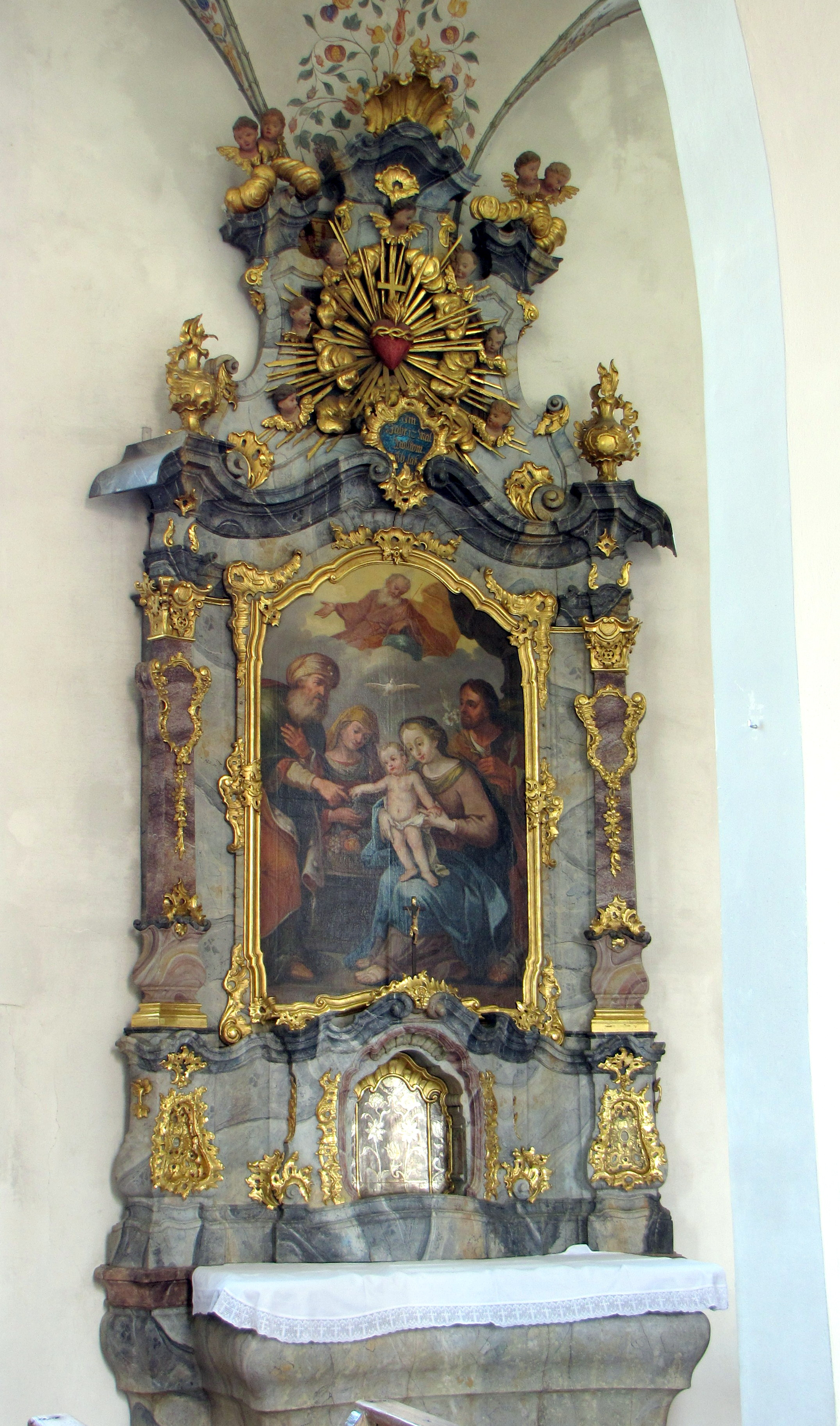
Altar der Hl. Familie

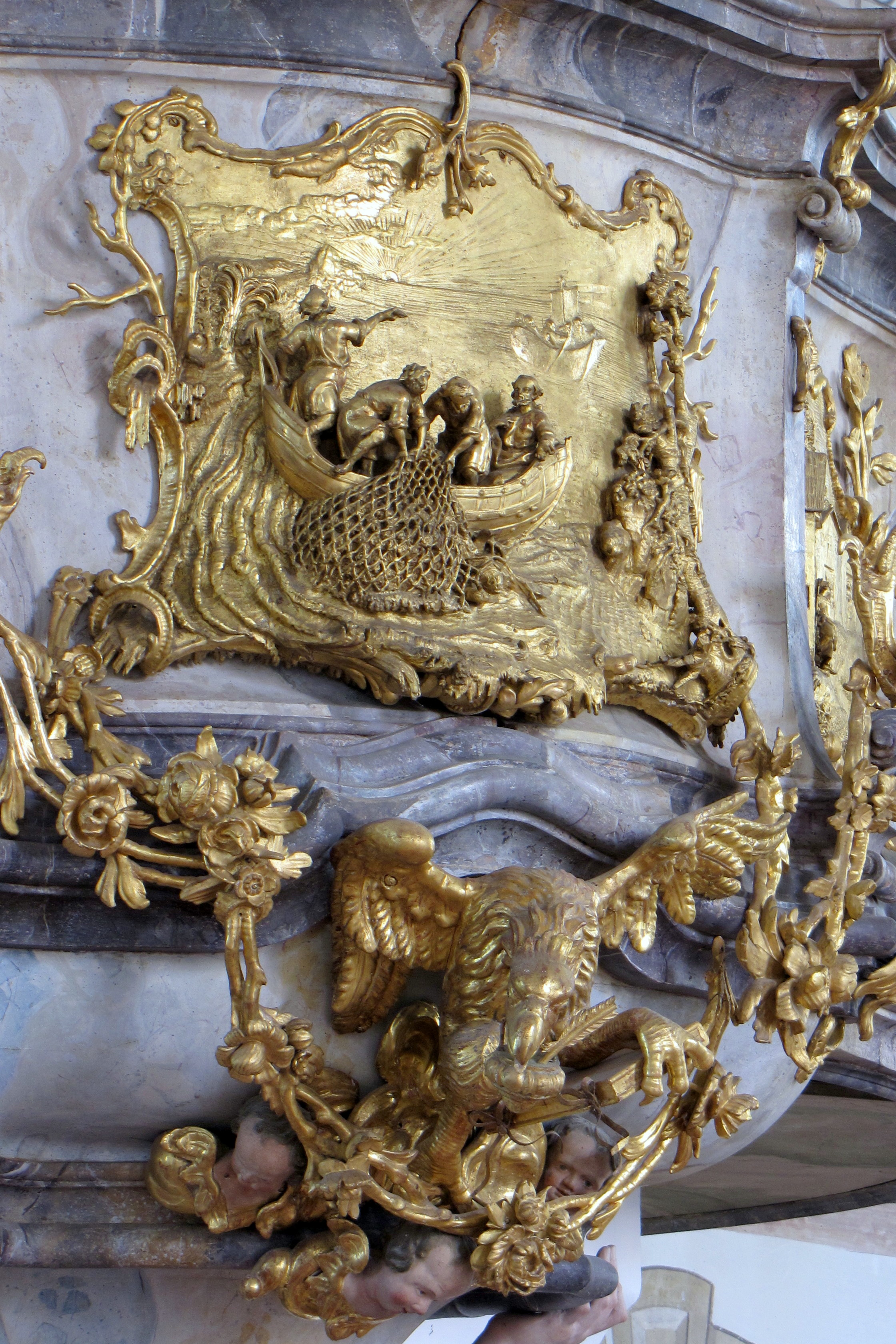
Detail der Kanzel

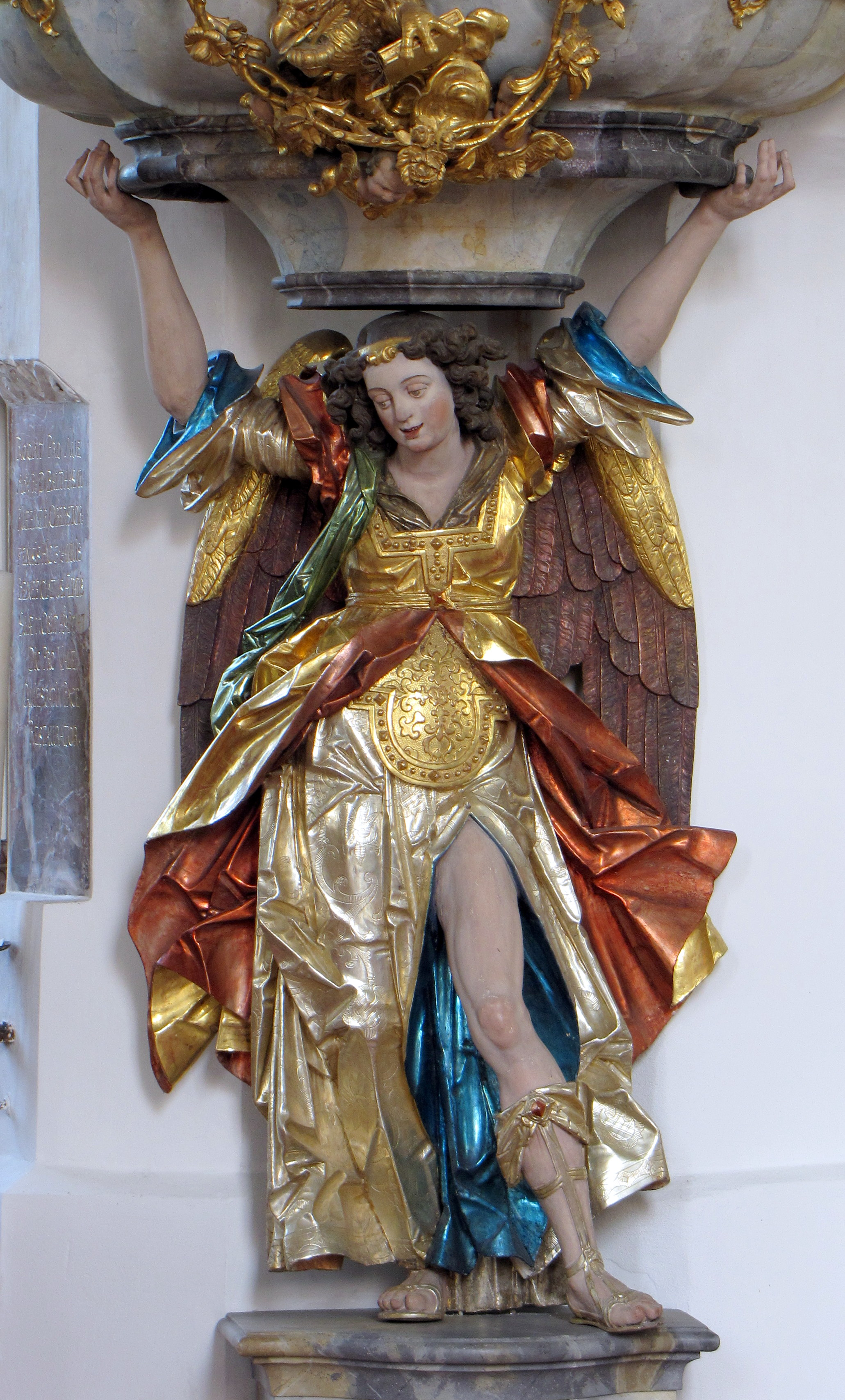
Kanzelengel

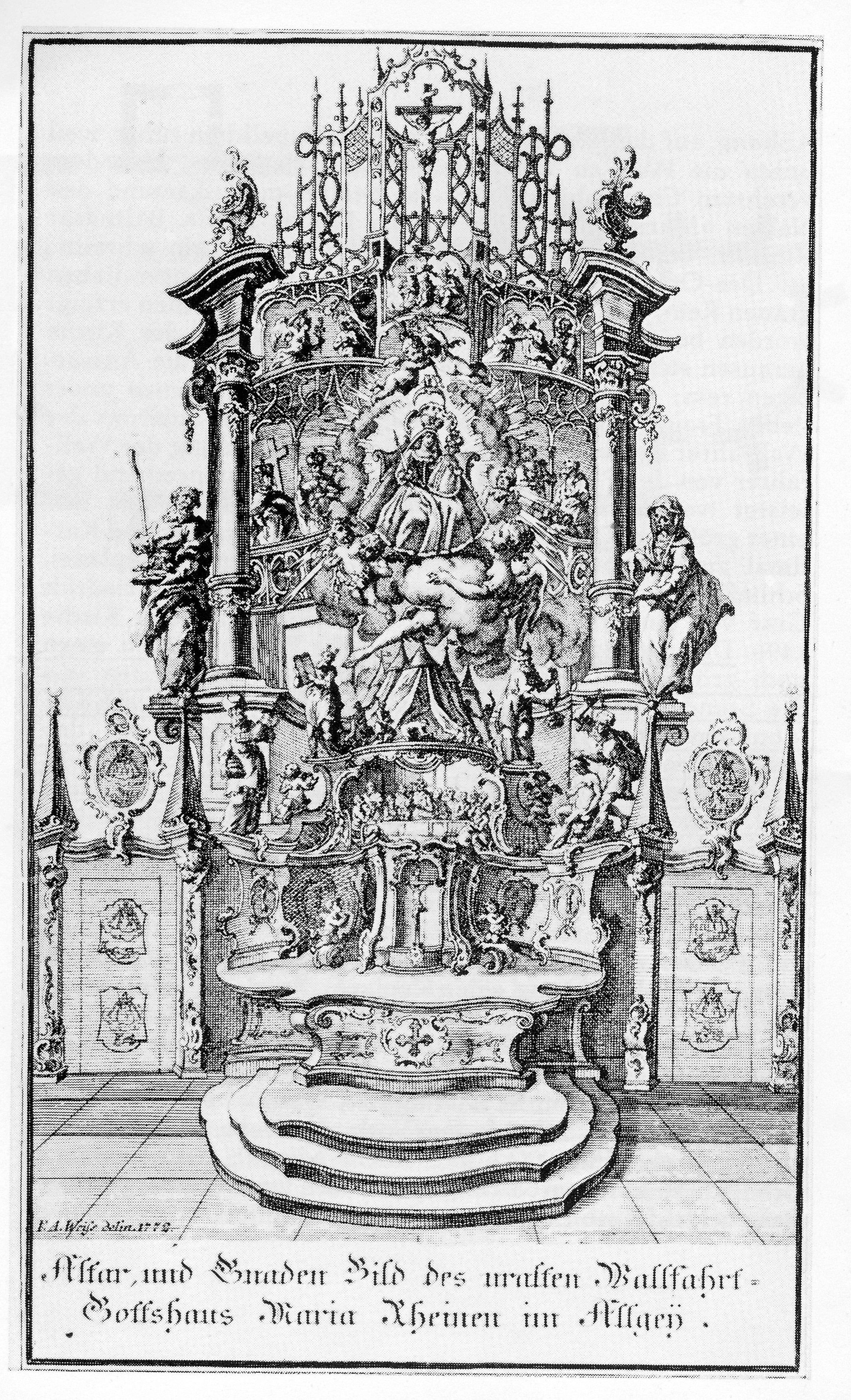
Andachtsbild von 1772

Die römisch-katholische Pfarr- und Wallfahrtskirche Maria Rain steht in Maria-Rain, einem Ortsteil der Gemeinde Oy-Mittelberg. Die Kirchengemeinde feiert ihr Patrozinium an den Titularfesten Kreuzauffindung (3. Mai) und Kreuzerhöhung (14. September). Maria Rain wurde erst 1852 zur Pfarrei erhoben.

## Wallfahrts- und Baugeschichte
Im südlichen Vorzeichen erzählen zwei Wandfresken (von Franz Anton Weiß aus Rettenberg, 1765) in schlichten Bildern und Sätzen den eher legendären Ursprung der Wallfahrt und die Geschichte der Kirche. Die Umschrift des ersten Bildes besagt:
Ursprung unser Liebfrauen Wallfahrt
Ums Jahr nach Heilandes Geburt, als eintausend gezählet wurd,
viel frommes Volk zusammen kam, allhier bei einem Ulmenstamm.
Darin das Bild unser Liebfrau gar wundersam war anzuschaun.
Item allda ein Brünnlein floß, das über Viele Heil ergoß.
Im tausendsechsundachzigst Jahr ein klei Kapell erbauet war.
Seitdem dieß Ort am Wertach Rain den Namen hat Maria Rain.
Das zweite Bild berichtet über die Baugeschichte der Kirche. Eine erste große Kapelle ist demnach, auch durch Ausgrabungen aus dem Jahr 1976 nachgewiesen, erst um 1414 erbaut worden. Eine Stiftung ermöglichte 1439 die Errichtung einer Kaplanei – Zeichen der raschen Wertschätzung, derer sich die Wallfahrt erfreute. 1496 wurde schließlich der Bau der heutigen Kirche genehmigt und wohl schon 1497 vollendet. Das Kirchengebäude, eine dreischiffige Pseudobasilika mit leicht geknickt angesetztem Chor, erfuhr in den folgenden Jahrhunderten mancherlei Veränderungen. 1648 ließen die Gerichte Rettenberg und Wertach, angeblich aus Dankbarkeit für die Errettung aus Kriegsnot und Gefahr, das Langhaus einwölben. Im frühen 18. Jahrhundert ersetzte man die gotischen Fenster durch zeitgemäße Rundbogenfenster – eine Maßnahme, die man 1940/43 durch Rekonstruktion des gotischen Maßwerks im Chor wieder rückgängig zu machen versuchte.
Parallel zu den baulichen Veränderungen erfolgten Ergänzungen, Bereicherungen und Erneuerungen der Ausstattung. 1519 war der gotische Hochaltar (von Jakob Schick  aus Kempten und Bildhauer Hans Kels d. Ä. aus Kaufbeuren) vollendet. Hundert Jahre später kamen ein Tabernakelaltar (von Christoph Daniel Schenck aus Mindelheim) und eine neue Kanzel in die Kirche. Um 1707 folgten, noch unter Benefiziat Balthasar Kirchmaier (1661–1707), weitere Altäre. Die nachhaltigsten Veränderungen geschahen jedoch unter den Benefiziaten Balthasar Rietzler (1707–1747) und Andreas Seyfried (1748–1767), zum Teil aber auch noch später. Leider gingen wichtige Dokumente zur Ausstattungsgeschichte bei einem Luftangriff auf Augsburg 1944 verloren, so dass sich die Namen der beteiligten Künstler heute zum Teil nur noch mit Hilfe stilkritischer Vergleiche finden lassen. Auch die zeitliche Reihenfolge der Maßnahmen kann nicht mehr sicher rekonstruiert werden.

## Kircheninneres

### Fresken
Die Fresken im Langhaus aus dem Jahr 1648 – sparsamer Blatt- und Blütendekor – stammen vom Füssener Maler Gabriel Neckher. Sie wurden 1942 freigelegt.
Der Chor erhielt seine Ausmalung 1765/67 durch Franz Anton Weiß aus Rettenberg. Das Hauptbild nimmt Bezug auf den Kreuzestitel der Kirche und zeigt Kaiser Heraklius, der das zurückeroberte heilige Kreuz nach Jerusalem bringt.
Weiß malte auch die bereits genannten Fresken im südlichen Vorzeichen.

### Hochaltar
Der in seiner Art einmalige Hochaltar von Maria Rain birgt hochrangige Kunstwerke aus mehreren Stilperioden und bildet trotzdem ein zwar komplexes, aber harmonisches Ganzes: Er vereint ein spätmittelalterliches Gehäuse – als Grundlage – mit einer vielfältigen Figurengruppe des frühen 17. Jahrhunderts – als Ergänzung – mit einer rahmenden Komposition des 18. Jahrhunderts – als Zusammenbindung und als Einbindung in den Kirchenraum. Sein theologischer Gehalt umschließt gleichermaßen Altes und Neues Testament, Marienverehrung und Kreuzesthema. Die entscheidenden Maßnahmen, denen der Altar sein heutiges Aussehen verdankt, erfolgten wohl um 1770.
Erhalten geblieben ist der dreiteilige Schrein des spätgotischen Hochaltars mit den zum Teil lebensgroßen herrlichen Schnitzfiguren und dem reichen Gesprenge (Flügel und Unterbau mit Predella gingen verloren, stattdessen erhöht nun ein marmorierter Sockel mit eingebauten Schränken den Schrein). Die alte große Marienfigur in der Mittelnische entfernte man zugunsten einer neuen raumgreifenden Komposition – des Gnadenbilds, einer sitzenden Muttergottes um 1490, umfasst von einer Rokokostrahlengloriole mit Engeln und Putten.
Zum Rokokorahmen des Retabels mit zwei Säulen und geschwungenem Gesims gehören auch die zeitgleichen (!) Figuren von Joachim und Anna. Alle diese späten Arbeiten, die auf eine Entstehungszeit um 1765/70 verweisen, zeigen kennzeichnende Merkmale der Hindelanger Eberhard-Werkstatt.
Dem Retabel frei vorgestellt ist der neue Tabernakelaltar (wohl schon 1762 entstanden) mit der neuen Mensa und den alten Figuren Schencks von 1617/19. Auf dem Tabernakel entfalten seine Skulpturen, insbesondere die lebendige Darstellung des Letzten Abendmahls in einem kleinen Rokokosaal, ihren unvergänglichen Charme.
Über den seitlichen Durchgängen der Altarrückwand stehen zwischen Rocaille-Vasen zwei ovale Bilder in zierlichen Rokokorahmen, die sich durch Signatur und Datierung als Arbeiten von Johann Heel aus dem Jahr 1715 zu erkennen geben, während die Akanthus-Kartusche mit dem Hinweis auf das Altarprivileg wohl schon um 1700 entstanden ist.
Wer letztendlich die geniale Umgestaltung der Kirche im Sinne des Rokoko geleitet hat, wer die alten Kunstwerke bewahrte und in ein neues Ganzes integrierte, ist nur zum Teil überliefert. Beteiligt war gewiss der Bausachverständige und Bildhauer Peter Heel (1696–1767), den Benefiziat Seyfried in einem Schreiben den „vornemmen Bildhauer zu Pfronten“ nennt.
Nach neuesten Erkenntnissen steht jedoch auch sicher fest, dass der Hindelanger Bildhauer Johann Richard Eberhard (1739–1813) den gotischen Hochaltar (wenigstens zum Teil) rettete, als die Gemeinde das „altmodische“ Stück nicht mehr haben wollte.

### Seiten- und Nebenaltäre
Der Aufbau des nördlichen Seitenaltars, des Altars der Arme-Seelen-Bruderschaft (1688 gegründet), entstand wie der Großteil der zugehörigen Altarplastik wohl um 1760. In der zentralen Figurennische jedoch steht eine bedeutende Pietà des Kemptener Bildhauers Hans Ludwig Ertinger aus dem Jahr 1686 (am Sockel signiert und datiert). Die Skulptur Gottvaters im Auszug ist dagegen noch älter und muss Christoph Schenck zugeschrieben werden.
Südlich steht der Skapulieraltar der 1672 gegründeten Skapulierbruderschaft. Das vom Reuttener Maler Paul Zeiller 1707 signierte Altarblatt zeigt die Verleihung des Skapuliers an den hl. Simon Stock und liefert die Datierung für den gesamten Altar. Er stellt mit seinem üppigen Dekor und den reizenden Figuren geradezu das Musterbeispiel eines Prunkaltars aus dem Hochbarock dar. Der Altar gilt zu Recht als Meisterwerk des Pfrontener Altarschreiners und Bildhauers Nikolaus Babel.
An den Längswänden der Seitenschiffe sind vier sich paarweise entsprechende Nebenaltäre aufgestellt. Die Altaraufbauten sind nach 1760 entstanden.
- Im nordöstlichen Antoniusaltar schildert das Altarblatt von Franz Anton Zeiller aus Reutte die Erscheinung des göttlichen Kindes vor Antonius von Padua.
- Das Altarblatt des südöstlichen Altars der Hl. Familie wurde bisher hartnäckig den Kaufbeurener Malern Gottfried und Jakob Mayr zugeschrieben und um 1620 datiert. Bei dem Gemälde – dargestellt ist die „heilige Sippe“ – handelt es sich aber zweifelsfrei um ein Werk von Paul Zeiller (um 1710/11).[6]
- Der nordwestlich aufgestellte Wendelinaltar birgt ein Altargemälde von Franz Anton Zeiller aus dem Jahr 1761.
- Im Hyazinthaltar ist wiederum ein Altarblatt von Paul Zeiller (wohl auch 1707) zu sehen.

### Kanzel
1762 berichtete der Vilser Pfarrer Lukas Gech an den Generalvikar nach Augsburg, dass sein Vetter Seyfried „erst heuriges Jahr eine ausbündig schöne Canzel, der gleichen auff dem Lande nicht leicht anzutreffen“, hergestellt habe. Damit ist jedenfalls die Datierung des Prachtstücks, nicht jedoch die Urheberschaft gesichert. Die bisherige Zuschreibung an Pfrontener Bildhauer ließ sich nicht beweisen. Vielmehr zeigte eine genaue Analyse aller Details, dass die gesamte Kanzelplastik von Johann Richard Eberhard und seinem Vater Melchior Eberhard ausgeführt wurde.
Tatsächlich bildet die an der Nordwestecke des Chorbogens platzierte Kanzel einen weiteren Höhepunkt der Ausstattung in Maria Rain, und zwar in zweierlei Hinsicht: Sie zeichnet sich zum einen durch die hohe Qualität ihrer Schnitzereien aus – herausragend die feinen vergoldeten Reliefs (Petri Fischzug, Sämann, wiedergefundene Drachme, Guter Hirte).
Zum anderen wurde auch hier ein älteres Kunstwerk perfekt integriert, nämlich der große Engel, der die Kanzel zu tragen scheint. Wohl keine andere Allgäuer Figur aus der Barockzeit hat in der kunsthistorischen Literatur ähnliches Interesse, gleiche Wertschätzung und so unterschiedliche Zuschreibungen erfahren wie dieser Kanzelengel. Neuerdings kann die prächtige Figur jedoch ohne Zweifel ebenfalls als Werk Christoph Schencks gelten (wohl 1619 entstanden, wie die Figuren des alten Tabernakelaltars).

### Weitere Ausstattung
Neben den bereits beschriebenen Ausstattungsstücken verlieren alle übrigen an Bedeutung, doch sollen wenigstens der Taufstein aus Rotmarmor, das Chorgestühl, die Beichtstühle, mehrere Grabplatten und das Laiengestühl erwähnt werden. Ein Vortragekreuz von Nikolaus Babel (um 1700) und die Ölberggruppe im nördlichen Vorzeichen (wohl von Hans Ludwig Ertinger) sind weitere Überbleibsel aus der Zeit des Hochbarock.

## Orgel

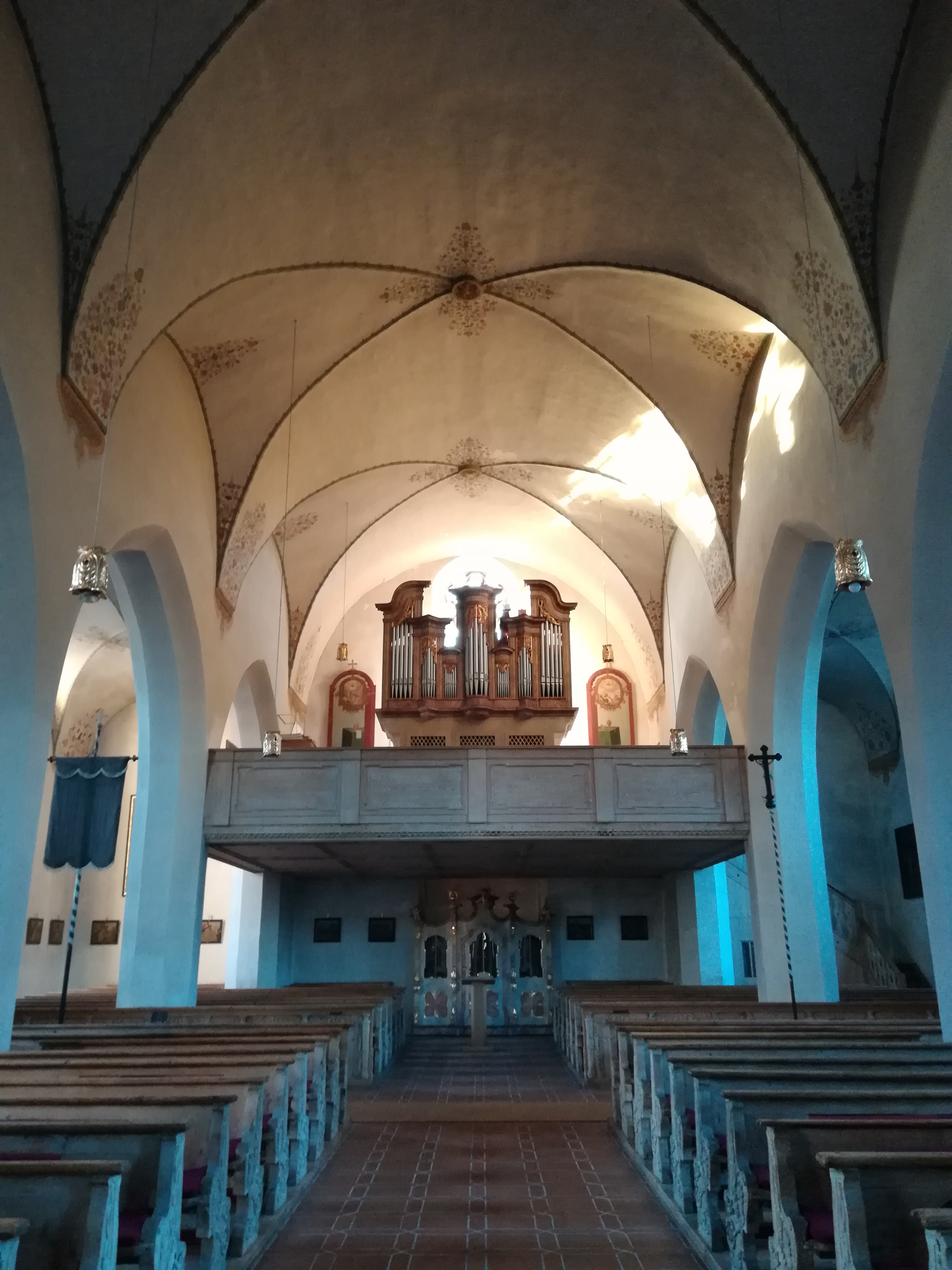
Empore mit Orgel

Die Orgel wurde um 1760 von einem unbekannten Orgelbauer aufgestellt. Im 19. Jahrhundert wurde die Orgelempore grundlegend neu gestaltet. Die Firma Gebr. Späth baute 1908 in dem barocken Gehäuse ein neues Werk mit pneumatischen Kegelladen, das 1938 neue Windladen erhielt:
| I. Manual C–f3 |       |
| Principal      | 8′    |
| Gamba          | 8′    |
| Gedackt        | 8′    |
| Aeoline        | 8′    |
| Salicional     | 8′    |
| Octav          | 4′    |
| Mixtur III     | 2 ⁄3′ |

| II. Manual C–f3 |    |
| Geigenprincipal | 8′ |
| Flöte           | 8′ |
| Vox Coelestis   | 8′ |
| Fugara          | 4′ |

| Pedal C–d1 |     |
| Subbaß     | 16′ |
| Octavbaß   | 08′ |

Von 1965 bis 1966 errichtete der Orgelbaumeister Gerhard Schmid aus Kaufbeuren die heutige Orgel. Der Prospekt des Vorgängerinstruments aus dem 18. Jahrhundert wurde weitgehend beibehalten, elf von 13 Registern übernommen (dabei die Aeoline 8' vom I. ins II. Manual versetzt), zwei weitere Register auf einer Zusatzlade hinter dem Gehäuse ergänzt. Das pneumatische Werk verfügt seither über 15 Register, verteilt auf zwei Manuale und Pedal.
Die Orgel wurde im Jahr 2014 von der Orgelbaufirma Wech aus Buchloe aufwendig restauriert. Sie besitzt nun einen neuen Spieltisch aus Eichenholz. Hinzu kamen zwei neue Register Spitzflöte 4' im I. und Prinzipal 2' im II. Manual. Außerdem wurden ein neuer Motor, ein Tremulant und fünf neue Koppeln sowie zwei neue Spielhilfen hinzugefügt.
2021 fand ein weiterer Umbau durch Orgelbaumeister Stefan Heiß aus Vöhringen statt. Statt dem ursprünglich hierfür vorgesehenen Prinzipal 2' von 2014 wurde der Sesquialter 2fach 2 2/3' eine Waldflöte 2' hinzugefügt, die nun zusammen mit ihr ein Cornettino 3fach bildet. Anstelle des Prinzipals 2' wurde eine Oboe 8' eingebaut.
| I. Manual C–f3 |       |
| Principal      | 8′    |
| Gedackt        | 8′    |
| Salicional     | 8′    |
| Octav          | 4′    |
| Spitzflöte     | 4′    |
| Superoctav     | 2′    |
| Mixtur III     | 2 ⁄3′ |

| II. Manual C–f3 |         |
| Flöte           | 8′      |
| Vox Coelestis   | 8′      |
| Aeoline         | 8′      |
| Rohrflöte       | 4′      |
| Cornettino III  | 2 ⁄3′ * |
| Oboe            | 8′ **   |

| Pedal C–d1 |     |
| Subbaß     | 16′ |
| Oktavbaß   | 08′ |

* bis 2021: Sesquialter II 2 2/3'
** bis 2021: Prinzipal 2'
- Koppeln: II/I, I/P, II/P, II/I 16′, II/I 4′, II/II 16′, II/II 4′, II/P 4′
- Spielhilfe: II 8′ ab
- Tremulant

Das Amt des Organisten hat seit 2013 Andreas Dasser inne.

## Glocken
Die ursprünglichen Glocken wurden im Zweiten Weltkrieg eingezogen. Allerdings wurden drei der Glocken wieder aus Hamburg zurückgeliefert, weil sie nicht mehr für die Waffenproduktion benötigt wurden, und kamen mit ein paar Kratzern, aber funktionierend zurück. Sie hängen nun wieder im Glockenstuhl. In den 1970er Jahren wurde die derzeit größte Glocke mit dem Schlagton Es neu gegossen. Sie wurde von dem Schreiner Arnold Unsinn gestiftet.